# Meedo flinders
Meedo flinders är en spindelart som beskrevs av Norman I. Platnick 2002. Meedo flinders ingår i släktet Meedo och familjen Gallieniellidae.
Artens utbredningsområde är Sydaustralien. Inga underarter finns listade i Catalogue of Life.